# Polo del freddo
Per polo del freddo si intende il luogo che ha fatto registrare la temperatura più bassa in ciascuno dei due emisferi terrestri
Il Polo Sud del freddo è la base Vostok  (in russo: Станция Восток, Stancija Vostok, letteralmente "stazione est"), che il 1º luglio 2017 ha fatto registrare la temperatura di -91,8 °C. Ma la temperatura più bassa venne registrata tra Dome Argus (il rilievo più alto dell'Altopiano Antartico) e Dome Fuji, nel 2010 dalla NASA: -93,2 °C.
Il Polo Nord del freddo è considerata la vetta di 5959 m del Monte Logan (Canada). Il 26 Maggio 1991 qui vennero registrati -77,5 °C.
Il primato di centro abitato più freddo della terra è conteso da tre località siberiane: Ojmjakon, Verchojansk e Tomtor: il primo sembrerebbe essere il luogo abitato più freddo della Terra, in quanto alcune fonti riportano un valore minimo di -83 °C nel 1916, tuttavia non è un dato ufficiale. Altre fonti affermano che la temperatura minima del villaggio sia di -69,9 °C. Gli altri due invece hanno fatto registrare temperature lievemente meno fredde: il record di Verchojansk si colloca a -68,8 °C mentre quello di Tomtor a -69,2 °C. La temperatura media minima a gennaio di Verhojansk è di -52 °C.
| Località   | T° minima registrata | Data                             |
| ---------- | -------------------- | -------------------------------- |
| Verhojansk | -68,8 °C             | febbraio 1892                    |
| Ojmjakon   | -69,9 °C, -67 °C     | 26 gennaio 1926, 17 gennaio 2018 |
| Tomtor     | -69,2 °C             | 2004                             |

Va anche detto che il capoluogo della regione Sacha (Jacuzia), Jakutsk, è anch'essa una città molto fredda (popolazione: 322 987 nel 2020), avendo raggiunto nel febbraio 1891 la temperatura di -64,4 °C.